# Енн Сарв
Енн Сарв (ест. Enn Sarv; справжнє прізвище — Еспенштейн; 13 травня 1921, Таллінн, Естонія — 22 березня 2008, Таллінн, Естонія) — відомий естонський дисидент, політичний в'язень; борець за свободу і незалежність Естонії.

## Біографічні відомості
Енн Сарв народився 13 травня 1921 року в Таллінні у сім'ї лікаря. Закінчив школу з відзнакою, оволодівши ідеально кількома мовами. Восени 1939-го року вступив до Тартуського університету на юридичний факультет, одночасно подавши заявку на членство в Естонське студентське товариство.
У червні 1940-го Радянський Союз розпочав захоплення Балтійських країн. В Естонії почалися політичні репресії. На той час Енн Сарв був одним з активних членів Естонського національного руху і підтримував зв'язок з опозиційно налаштованими громадянами, що прагнули звільнитися від впливу СРСР.
У липні 1941-го року Естонію почали захоплювати німецькі війська. Радянський Союз оголосив про мобілізацію до Червоної Армії, в тому числі і на анексованих нею територіях (Естонії, Литви і Латвії). Енн Сарв зумів уникнути мобілізації. Під час німецького вторгнення він продовжував навчання і водночас працював на Таллінській радіостанції. У 1943-му році разом із друзями таємно розповсюджував буклети та підпільні газети і допомагав співвітчизникам утекти до Фінляндії.
У квітні 1944-го німецька служба безпеки заарештувала Енна Сарва, інкримінувавши йому спочатку родинні зв'язки з євреями (по материнській лінії), а потім націоналістичну діяльність. У вересні 1944-го перед самим відступом німецької армії його перевели до концентраційного табору «Штуттгоф», що знаходився у Польщі. У таборі Енн захворів тифом. У взимку 1945-го його звільнила Червона Армія і він повернувся до Естонії.
У жовтні 1945-го Енн Сарв продовжив перерване навчання, однак у січні 1946-го його заарештувала радянська таємна поліція, яка після звільнення в'язнів з концтабору, пильно слідкувала за полоненими, в тому числі і за Сарвом. За участь у національній опозиції під час 1940—1941 років, а також за шпигунство його засудили до семи років позбавлення волі і відправили у ГУЛАГ. Свій термін він відбував у Воркутинському таборі.
У 1953 Енна Сарва звільнили, але заборонили повертатися до Естонії. Він оселився у Воркуті і близько чотирьох років працював гірничним інженером. Цього ж року він одружився. З 1955 по 1960-й рік заочно навчався в Ленінградському політехнічому інституті на гірничному факультеті. У 1957-му році йому довзволили повернутися до Естонії. На батьківщині Енн заробляв на життя перекладама (російська, німецька, французька). Разом з майбутнім президентом Естонії Леннартом Мері переклав естонською повість «Один день Івана Денисовича» Олександра Солженіцина.
У 1961-1964 роках вивчав математику в Тартуському університеті. Після закінчення університету і аж до 1988-го року працював спочатку інженером, а потім завідувачем відділу в інститутах Академії наук Естонської РСР.
З 1987-го року і аж до смерті Енн був активним учасником Союзу колишніх політичних в'язнів, Союзу національних і демократичних сил. Вже після проголошення незалежності Естонії від Радянського Союзу Енн Сарв брав участь у розробленні низки правових актів Естонської Республіки, зокрема Акта про осіб, репресованих окупаційними режимами, а також працював над дослідженням правонаступності в міжнародному праві.
Помер Енн Сарв 22 березня 2008 року.

## Нагороди
- 1996: Орден Державного герба.
- 2006: Орден Білої зірки.

## Вибрані праці
- Ен Сарв. Закон про боротьбу, Тарту, 1997 / (ест.) Enn Sarv. Õiguse vastu ei saa ükski. Tartu, 1997
- Ен Сарв. Правонаступність у 1940—1945 рр., Таллінн, 2003 / (ест.) Enn Sarv. EV kontinuiteet 1940—1945. Tallinn: Kistler-Ritso Fond, 2003
- Ен Сарв. Вартові закону: листування Генріха Марка та Ена Сарва 1994—2003, Таллінн, 2012 (опубліковано посмертно) / (ест.) Õiguse ja vabaduse vahimehed: Heinrich Marga ja Enn Sarve kirjavahetus 1994—2003. Tallinn: Grenader, 2012